# Stefan de Bod
Stefan de Bod (Worcester, 17 novembre 1996) è un ciclista su strada e pistard sudafricano, che corre per il Terengganu Cycling Team, è professionista dal 2019.

## Palmarès

### Strada
- 2014 (Juniores)

Campionati sudafricani, Prova in linea Junior
- 2015 (Juniores)

947 Cycle Challenge
- 2016 (Team Dimension Data for Qhubeka, due vittorie)

Campionati sudafricani, Prova a cronometro Under-23
Campionati sudafricani, Prova in linea Under-23
- 2017 (Team Dimension Data for Qhubeka, due vittorie)

Campionati sudafricani, Prova a cronometro Under-23
Campionati sudafricani, Prova in linea Under-23
- 2018 (Team Dimension Data for Qhubeka, due vittorie)

Campionati sudafricani, Prova a cronometro Under-23
Gran Premio Palio del Recioto
- 2019 (Team Dimension Data, una vittoria)

Campionati africani, Prova a cronometro
- 2023 (EF Education-EasyPost, una vittoria)

Campionati sudafricani, Prova a cronometro élite
- 2025 (Terengganu Cycling Team, tre vittorie)

Syedra Ancient City
3ª tappa Tour of Mersin (Tarso > Mersina)
Classifica generale Tour of Mersin

#### Altri successi
- 2025 (Terengganu Cycling Team)

Tour de PPA

### Pista
- 2015

Campionati africani, Inseguimento a squadre (con Kellan Alex Gouveris, Hendrik Kruger e Morné Van Niekerk)

## Piazzamenti

### Grandi Giri
- Giro d'Italia

2023:  non partito (14ª tappa)
2024: 80°
- Tour de France

2021: fuori tempo massimo (9ª tappa)
- Vuelta a España

2020: 93º

### Classiche monumento
- Liegi-Bastogne-Liegi

2021: 100º
2022: 53º
- Giro di Lombardia

2020: 78º
2024: non partito

### Competizioni mondiali
- Campionati del mondo

Doha 2016 - Cronometro Under-23: 11º
Doha 2016 - In linea Under-23: 85º
Innsbruck 2018 - Cronometro Under-23: 8º
Innsbruck 2018 - In linea Under-23: 17º
Yorkshire 2019 - Cronometro Elite: 41º
Yorkshire 2019 - In linea Elite: ritirato
Fiandre 2021 - Cronometro Elite: non partito
Glasgow 2023 - Cronometro Elite: 24º
- Giochi olimpici

Tokyo 2020 - In linea: 52º
Tokyo 2020 - Cronometro: 14º